# 罗伯特·A·弗利
罗伯特·A·弗利（英語：Robert Andrew Foley，1953年3月18日—）是一位英国考古学家和人类学家，剑桥大学教授，专攻人類演化，主要作品有《另一种独特的物种》（Another Unique Species）等。